# Panzer Flower
Panzer Flower is een Franse band.

## Biografie
Panzer Flower ontstond in 2011 in Montpellier en wordt gevormd door Patrice Duthoo, Raphaël Glatz en Jean-Louis Palumbo. In 2014 brak de band door met de single We Are Beautiful, ingezongen door de Amerikaanse zanger Hubert Tubbs. De single bereikte de hitlijsten in thuisland Frankrijk, Wallonië en Vlaanderen.

## Discografie
| Single met hitnotering(en) in de Vlaamse Ultratop 50 | Datum van verschijnen | Datum van binnenkomst | Hoogste positie | Aantal weken | Opmerkingen      |
| ---------------------------------------------------- | --------------------- | --------------------- | --------------- | ------------ | ---------------- |
| We Are Beautiful                                     | 2014                  | 11-10-2014            | 11              | 19           | met Hubert Tubbs |